# Teaterhögskolan i Stockholm
Teaterhögskolan i Stockholm (1964–1977 benämnd Statens skola för scenisk utbildning) var en svensk högskola (scenskola) som utbildade skådespelare och mimare på kandidat- och magisternivå. Den 1 januari 2011 slogs Teaterhögskolan i Stockholm samman med Dramatiska Institutet och bildade Stockholms dramatiska högskola. Denna är sedan 2014 en enhet inom Stockholms konstnärliga högskola.
Teaterhögskolan var en statlig myndighet som lydde under utbildningsdepartementet och hade vid sitt upphörande ett hundratal studenter per år och ett trettiotal anställda. 

## Historik
Teaterhögskolan hade sitt ursprung i den skådespelarskola som grundades 1787 av Gustav III och länge knuten till Kungliga dramatiska teatern (Dramaten). Denna skola kallades länge för Dramatens elevskola (Kungliga Dramatiska Teaterns Elevskola) och flera internationellt kända skådespelare och regissörer fick sin utbildning där, som exempelvis Greta Garbo, Gustaf Molander, Alf Sjöberg, Ingrid Bergman, Signe Hasso, Gunnar Björnstrand, Max von Sydow och Bibi Andersson. 1964 grundades teaterhögskolan genom en separering mellan skolan och Dramaten på initiativ av Dramatens dåvarande chef Ingmar Bergman. De teaterskolor som var kopplade till stadsteatrarna i Malmö och Göteborg blev samtidigt fristående statliga scenskoleinstitutioner och teaterskolan i Norrköping/Linköping lades ned.
Mellan 1964 och 1977 kallades Teaterhögskolan i Stockholm för Statens skola för scenisk utbildning eller, oftast Scenskolan. På 1980-talet utökades utbildningen längd med en termin och 1993 ytterligare en termin men i samband med övergången till Bologna-systemet blev kandidatutbildningen åter treårig. Varje år togs 8-10 studenter in på skådespelarutbildningen. Övriga studenter gick på Mimprogrammet, som tog in 8-10 elever vart fjärde år, magisterprogrammet eller på någon av de kurser som gavs på grund- eller avancerad nivå. Kända skådespelare som fått sin utbildning vid denna högskola är exempelvis Peter Stormare, Pernilla August och Lena Olin. 
I april 2009 lämnade styrelsen för Teaterhögskolan och DI:s styrelse tillsammans ett förslag till regeringen att de två högskolorna borde slås ihop till en högskola från den 1 juli 2011. Regeringen biföll förslaget och redan den 1 januari 2011 bildades Stockholms dramatiska högskola.

## Lokalisering
Teaterhögskolan var 1976-2008 inrymd i den byggnad, som tidigare var Katarina realskola vid Helgalunden på Södermalm. Dit flyttade den 1976 från Filmstaden i Råsunda. Veckorna före midsommar 2008 flyttade skolan till nya lokaler på Gärdet, i kvarteret där Konstfack tidigare låg.

## Personal i urval (från 2005)
- Stina Ekblad,  professor i scenisk framställning
- Krister Henriksson,  professor i scenisk framställning
- Keve Hjelm,  professor i scenisk gestaltning
- Matthew Allen